# Varsòvia
Varsòvia (polonès: Warszawa) és la ciutat més gran de Polònia i la seva capital des de l'any 1596, quan el rei Segimon III Vasa va traslladar-hi la capitalitat des de Cracòvia. Varsòvia és també la seu de la Presidència de la República, del Parlament i de la resta de les autoritats centrals. La metròpoli se situa a la riba del riu Vístula, lleugerament a l'est del centre del país, i la seva població s'estima en 1,8 milions d'habitants, de manera que és la novena ciutat més gran de la Unió Europea.
Varsòvia és coneguda internacionalment per haver donat el seu nom a la convenció de Varsòvia (1929), al pacte de Varsòvia (1955), al Tractat de Varsòvia (1970) i a la Rebel·lió de Varsòvia (1944).
El centre històric de la ciutat, completament destruït arran del Rebel·lió de Varsòvia el 1944, va ser reconstruït meticulosament després de la guerra, i el 1980 va ser declarat Patrimoni de la Humanitat per la UNESCO com a "exemple destacat de reconstrucció gairebé total d'una seqüència històrica que s'estén des del segle XIII fins al segle xx."
La ciutat és la seu de nombroses indústries (manufactureres, de l'acer, d'enginyeria elèctrica, de l'automòbil, etc.) i comprèn 66 institucions d'estudis superiors (incloent-hi la Universitat de Varsòvia, la Universitat Tecnològica de Varsòvia, l'Escola Superior de Negocis i l'Acadèmia Mèdica), i més de 30 teatres que inclouen el Teatre Nacional, l'Òpera i l'Orquestra Filharmònica Nacional.

## Etimologia
El nom Warszawa ve del possessiu del nom Warsz, és a dir Warszewa, Warszowa. Segons les llegendes el nom ve d'un pescador pobre, Wars, i d'una sirena, Sawa.

## Emblemes i colors
A partir de la segona meitat del segle xvii, l'emblema de la ciutat és una sirena amb l'espasa i un escut a les mans, que representa la criatura que –segons les llegendes– ordenà fundar la ciutat.

## Geografia
Està situada al centre del país, a la regió de Masòvia (n'és també la capital), a la riba del riu Vístula (Wisła), uns 100 msnm i a uns 350 km tant de la costa del mar Bàltic com dels Carpats i a 523 km de Berlín.
Ocupa una superfície de 494,28 km² i té 1,6 milions d'habitants (els varsovians).
Varsòvia es troba en dues formes geomorfològiques principals: l'altiplà morrena pla i la vall del Vístula amb el seu asimètric disseny de marjades diferents. El riu Vístula és l'eix de Varsòvia, que divideix la ciutat en dues parts, esquerra i dreta. La part esquerra es troba en l'altiplà de morrena (entre 10–25 metres sobre el nivell del Vístula) i sobre les marjades del mateix riu (màx. 6,5 m per sobre del nivell del Vístula). L'element important del relleu en aquesta part de Varsòvia és la vora de l'altiplà morrena, coneguda com l'escarpa de Varsòvia. Aquesta és de 20–25 m d'alçada al nucli antic i en el districte central i prop de 10 m al nord i el sud de Varsòvia. Passa per la ciutat i té un paper important com a símbol de Varsòvia.
L'altiplà de la morrena té unes poques basses naturals i artificials, i també grups de pous de fang. El disseny de les marjades del Vístula és asimètric. El costat esquerre consisteix principalment en dos nivells: el més alt, una antiga bancal inundable i el més baix és el bancal pla inundable. El bancal inundable té encara valls i depressions visibles amb sistemes d'abastament d'aigua procedent d'antigues lleres del Vístula. Es componen encara de bastants rierols i llacs naturals, així com el disseny de les rases de drenatge. El costat dret de Varsòvia té diferents models de formes geomorfològiques.

### Clima
Varsòvia té un clima continental humit, amb hiverns freds i estius molt calorosos. Els hiverns són relativament temperats i els estius són frescos. La temperatura mitjana és de -2,4 °C al gener i 19,1 °C al juliol. Sovint poden arribar a temperatures de 30 °C a l'estiu. La mitjana anual de pluges és de 500 mil·límetres de precipitació i el mes més plujós és juliol. La primavera i la tardor solen ser temporades agradables.
| Dades climàtiques a Varsòvia       | Dades climàtiques a Varsòvia | Dades climàtiques a Varsòvia | Dades climàtiques a Varsòvia | Dades climàtiques a Varsòvia | Dades climàtiques a Varsòvia | Dades climàtiques a Varsòvia | Dades climàtiques a Varsòvia | Dades climàtiques a Varsòvia | Dades climàtiques a Varsòvia | Dades climàtiques a Varsòvia | Dades climàtiques a Varsòvia | Dades climàtiques a Varsòvia | Dades climàtiques a Varsòvia |
| Mes                                | gen                          | febr                         | març                         | abr                          | maig                         | juny                         | jul                          | ag                           | set                          | oct                          | nov                          | des                          | anual                        |
| ---------------------------------- | ---------------------------- | ---------------------------- | ---------------------------- | ---------------------------- | ---------------------------- | ---------------------------- | ---------------------------- | ---------------------------- | ---------------------------- | ---------------------------- | ---------------------------- | ---------------------------- | ---------------------------- |
| Màxima rècord °C (°F)              | 13.8 (56.8)                  | 17.2 (63)                    | 22.9 (73.2)                  | 30.5 (86.9)                  | 32.8 (91)                    | 35.1 (95.2)                  | 36.0 (96.8)                  | 37.1 (98.8)                  | 34.5 (94.1)                  | 25.9 (78.6)                  | 18.9 (66)                    | 15.4 (59.7)                  | 37.1 (98.8)                  |
| Màxima mitjana °C (°F)             | 0.6 (33.1)                   | 1.9 (35.4)                   | 6.6 (43.9)                   | 13.6 (56.5)                  | 19.5 (67.1)                  | 21.9 (71.4)                  | 24.4 (75.9)                  | 23.9 (75)                    | 18.4 (65.1)                  | 12.7 (54.9)                  | 5.9 (42.6)                   | 1.6 (34.9)                   | 12.6 (54.7)                  |
| Mitjana diària °C (°F)             | −1.8 (28.8)                  | −0.6 (30.9)                  | 2.8 (37)                     | 8.7 (47.7)                   | 14.2 (57.6)                  | 17.0 (62.6)                  | 19.2 (66.6)                  | 18.3 (64.9)                  | 13.5 (56.3)                  | 8.5 (47.3)                   | 3.3 (37.9)                   | −0.7 (30.7)                  | 8.5 (47.3)                   |
| Mínima mitjana °C (°F)             | −4.2 (24.4)                  | −3.6 (25.5)                  | −0.6 (30.9)                  | 3.9 (39)                     | 8.9 (48)                     | 11.8 (53.2)                  | 13.9 (57)                    | 13.1 (55.6)                  | 9.1 (48.4)                   | 4.8 (40.6)                   | 0.6 (33.1)                   | −3.0 (26.6)                  | 4.6 (40.3)                   |
| Mínima rècord °C (°F)              | −30.7 (−23.3)                | −27.6 (−17.7)                | −22.6 (−8.7)                 | −6.9 (19.6)                  | −3.1 (26.4)                  | 1.8 (35.2)                   | 4.6 (40.3)                   | 3.0 (37.4)                   | −1.6 (29.1)                  | −9.6 (14.7)                  | −17.0 (1.4)                  | −24.8 (−12.6)                | −30.7 (−23.3)                |
| Precipitació mitjana mm (polzades) | 27 (1.06)                    | 26 (1.02)                    | 31 (1.22)                    | 34 (1.34)                    | 56 (2.2)                     | 69 (2.72)                    | 73 (2.87)                    | 64 (2.52)                    | 46 (1.81)                    | 30 (1.18)                    | 37 (1.46)                    | 34 (1.34)                    | 529 (20.83)                  |
| Mitjana de dies de precipitació    | 12                           | 11                           | 12                           | 13                           | 14                           | 15                           | 14                           | 13                           | 15                           | 15                           | 15                           | 14                           | 163                          |
| Font #1: Pogoda.ru.net             |                              |                              |                              |                              |                              |                              |                              |                              |                              |                              |                              |                              |                              |
| Font #2: KNMI                      |                              |                              |                              |                              |                              |                              |                              |                              |                              |                              |                              |                              |                              |

### Flora i fauna
Els espais verds són una quarta part de la superfície de Varsòvia, incloent-hi una àmplia gamma d'estructures afins; des de petits parcs en els veïnats, espais verds al llarg dels carrers i en els patis; fins a grans parcs històrics, àrees de conservació de la natura i boscos urbans a la franja de la ciutat.

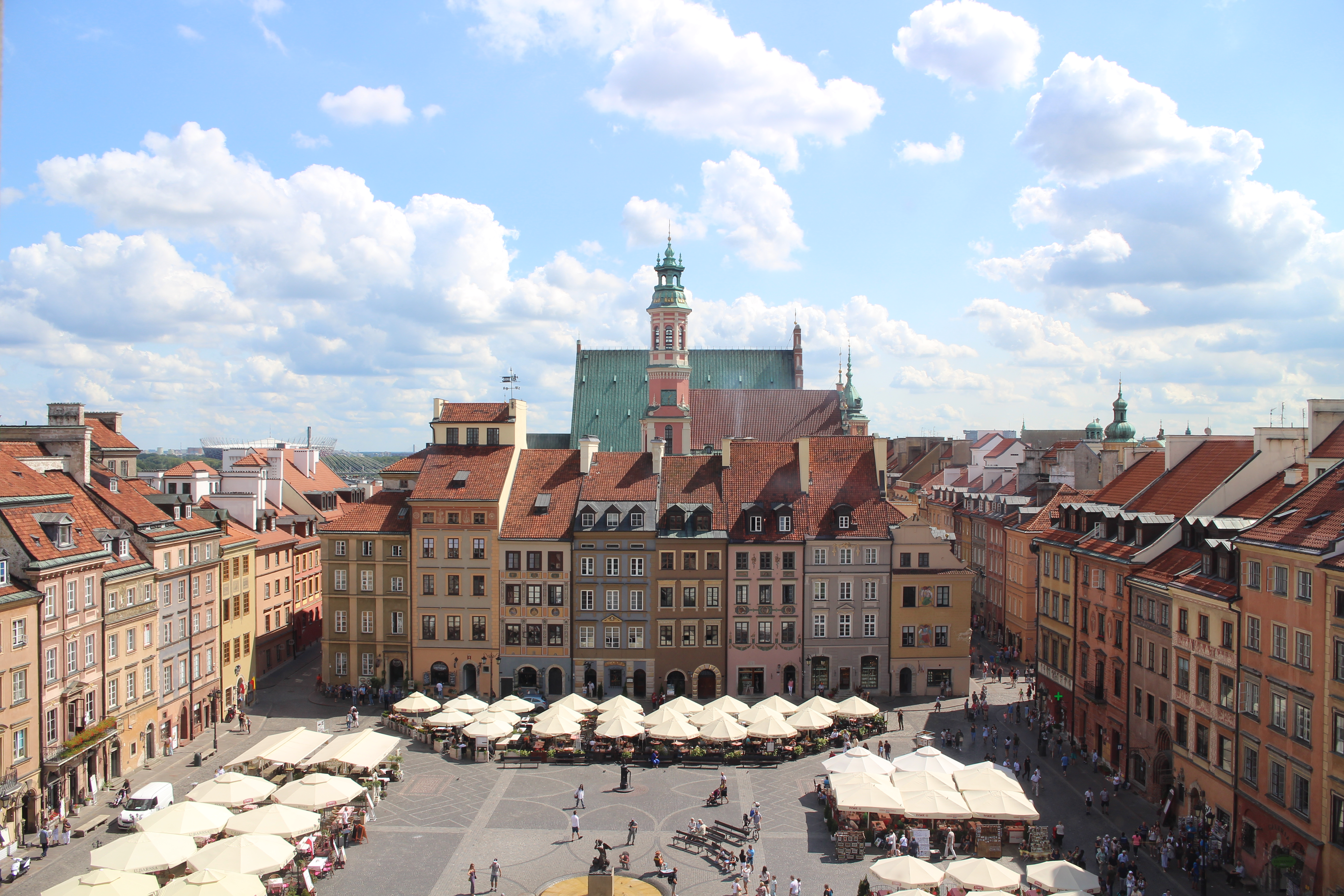
Paisatge de Varsòvia

Hi ha 82 parcs a la ciutat, que cobreixen en total el 8% de la seva àrea. Els més antics formen part de palaus molt representatius de la ciutat, com el jardí del palau Krasinski, el parc Łazienki, el parc del palau de Wilanów, el parc del palau Królikarnia i el jardí Saxó (conté una àrea de 15,5 hectàrees), que solia ser un jardí reial, en el qual hi ha més de cent espècies diferents d'arbres i les avingudes són un lloc per passejar i relaxar-se.
Al segle xix, el jardí del palau Krasińsk fou remodelat per Franciszek Szanior. Dins de la seva àrea central, es poden veure encara vells arbres que daten d'aquell període: ginkgo, nogueres negres, avellaners turcs, etc. Complementat pels seus bancs, catifes de flors, un bassal amb ànecs i un pati per als nens, el jardí del palau Krasinski és una destinació popular dels varsovians a l'hora de fer una passejada. El parc del palau Krasinski cobreix una àrea de 76 hectàrees. El caràcter únic i la història del parc està reflectida en la seva arquitectura: pavellons, escultures, ponts, cascades, basses, i en la seva vegetació: espècies vernacles i foranes d'arbres i arbustos. El que fa a aquest parc diferent a altres espais verds de Varsòvia és la presència de paons i faisans, que poden ser vistos caminant lliurement, i de carpes reials a l'estany.

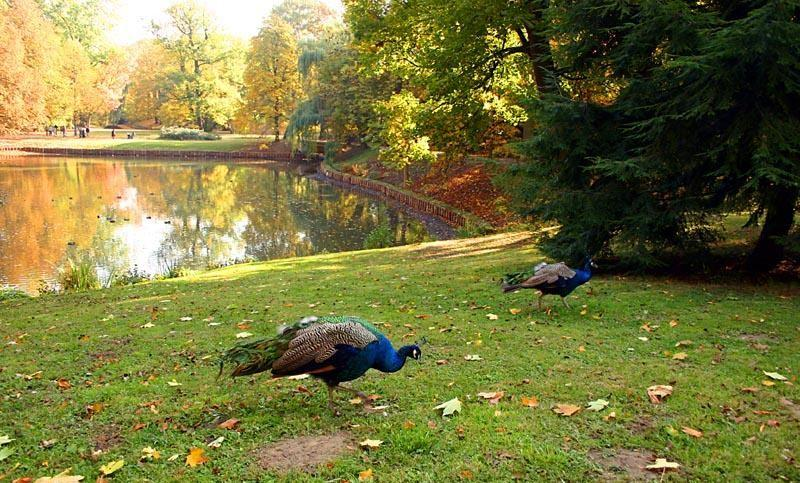
Paó al parc Łazienki

El parc del palau Wilanów data de la segona meitat del segle xvii. Aquest cobreix una àrea de 43 hectàrees. La seva àrea central d'estil francès correspon a l'antic estil barroc de les formes del palau. La secció oriental del parc, la més propera al palau, és un jardí de dos nivells amb una terrassa enfrontada a l'estany.
Altres espais verds a la ciutat inclouen el jardí Botànic i el jardí de la Biblioteca Universitària, els quals tenen extenses col·leccions botàniques de plantes estranyes, tant endèmiques com foranes, mentre que un hivernacle al New Orangerie presenta plantes subtropicals de tot el món.
La flora de la ciutat té una gran varietat d'espècies. La riquesa d'aquestes és deguda, en gran part, a la localització de Varsòvia a les vores de grans regions florals que comprenen substancials proporcions d'àrees tancades a l'activitat humana (boscos naturals, pantans i zones humides a la llacuna del Vístula), així com terres arables, prats i boscos. El bosc de Bielany, localitzat als límits de Varsòvia, és la part restant del primitiu bosc de Masòvia. La seva reserva natural es connecta amb el bosc de Kampinos, llar d'una rica fauna i flora. Dins del bosc, hi ha tres senders per a bicicletes o per a recórrer-lo a peu.
A 15 km de Varsòvia, l'ambient del riu Vístula canvia sorprenentment l'entorn i constitueix un ecosistema ben conservat, amb un hàbitat d'animals entre els quals figuren la llúdria, el castor i centenars d'espècies d'ocells.
El zoològic de Varsòvia cobreix una àrea de 40 hectàrees, amb al voltant de 5.000 animals que representen unes 500 espècies. Encara que va ser creat oficialment el 1929, el seu origen està en els vedats privats del segle xvii, sovint oberts al públic

## Demografia
Històricament, Varsòvia ha estat la destinació de l'emigració interna i estrangera, més concretament del centre i l'est d'Europa. Durant uns 300 anys, va ser coneguda com "L'antiga París" o "La segona París". Polònia tenia un 20% de la població nascuda a l'estranger o jueva. Demogràficament, Varsòvia era la ciutat més cosmopolita del país i abans de la Segona Guerra Mundial la població jueva assolia la xifra de 350.000, la qual cosa constituïa al voltant del 30% de la població que acollia la ciutat.
- 1700: 30.000 (est)
- 1792: 120.000
- 1800: 63.400
- 1830: 139.700
- 1850: 163.600
- 1882: 383.000
- 1900: 686.000
- 1925: 1.003.000
- 1939: 1.300.000
- 1945: 422.000 (setembre)
- 1950: 803.800
- 1960: 1.136.000
- 1970: 1.315.600
- 1980: 1.596.100
- 1990: 1.655.700
- 2000: 1.672.400
- 2002: 1.688.200
- 2006: 1.702.100

La seva població el 2006 s'estimava en 1,7 milions d'habitants, més 2,9 milions de residents a l'àrea metropolitana.

## Ciutats homònimes
Hi ha altres ciutats anomenades Varsòvia (en la seva forma anglesa, Warsaw) en diversos estats dels Estats Units: Carolina del Nord, Illinois, Indiana, Ohio i Virgínia.

## Economia
Varsòvia, especialment el seu centre (Sródmiescie), és la seu no sols de nombroses institucions i agències governamentals, sinó també de moltes companyies nacionals i internacionals. El 2006, 304.016 companyies estaven registrades a la ciutat. La participació financera d'inversors estrangers a la ciutat estava estimada el 2002 en prop de 650 milions d'euros. Varsòvia produeix el 12% de l'ingrés nacional, per capita, està estimat al voltant del 290% de la mitjana polonesa. El GDP (PPP) nominal per capita a Varsòvia era el 2005 de 25 euros. Aquest va ser un dels més veloços creixements econòmics, amb un creixement del 6,5% el 2007 i 6,1% en el primer trimestre del 2008.
Al mateix temps la taxa d'atur és una de les més baixes de Polònia, no excedeix del 3% d'acord amb les xifres oficials.
La recaptació de la ciutat produeixen al voltant de 8.740.882.000 Złotys polonesos en concepte d'impostos i guanys directes del govern.
S'ha dit que Varsòvia, juntament amb Frankfurt del Main, Londres, París, Moscou, Brussel·les i Rotterdam, és una de les ciutats amb edificis més alts d'Europa. Onze dels gratacels més alts de Polònia, dels quals nou són edificis d'oficines, estan localitzats a Varsòvia. L'estructura més alta és el palau de la Cultura i la Ciència, que és al seu torn el setè edifici més alt de la Unió Europea.

### Borsa
El primer mercat de valors de Varsòvia va ser establert el 1817 i va continuar en funcionament fins a la Segona Guerra Mundial. Va ser restablert l'abril de 1991, succeint el cap del govern comunista de la postguerra i la reintroducció d'una economia de lliure mercat. Avui, la Borsa de valors és, d'acord amb molts indicadors, el mercat més gran de la regió. És actualment el major mercat de valors de la ciutat, amb més de 300 companyies adherides. Des de 1991 fins a 2000, aquesta institució estava localitzada, irònicament, en el que abans havien estat els quarters generals del Partit Comunista polonès, el Partit de dels Treballadors Units Polonesos. La capitalització obtinguda va ser de 440,92 milions de dòlars (el 28 de desembre de 2007). La Borsa de valors ofereix diners en efectiu i productes derivats sota un mateix sostre. La ciutat és actualment considerada com un dels punts de negocis més atractius d'Europa.

### Indústria
Durant la reconstrucció de Varsòvia després de la Segona Guerra Mundial, les autoritats comunistes van decidir que la ciutat es convertiria en un major centre industrial. Nombroses fàbriques de grans dimensions van ser construïdes a la ciutat o en els seus límits immediats. La major n'era la Huta Warszawa Treballs siderúrgica i dues fàbriques de cotxes. Avui, l'Arcelor Warszawa Molí d'Acer (formalment Huta Warszawa) és l'única gran fàbrica que queda. La Fabryka Samochodów Osobowych, fàbrica automotriu, produeix la majoria dels automòbils d'exportació. El nombre d'empreses públiques continua decreixent mentre augmenta el nombre de companyies operades amb capitals estrangers. Els grans inversors forans són Daewoo, Coca-Cola Amatil i Metro AG. Varsòvia té la major concentració d'indústries dedicades a l'electrònica i l'alta tecnologia a Polònia, i el creixement del mercat alimentari promou perfectament el desenvolupament de la indústria processadora d'aliments.

## Govern municipal

### Alcalde
El palau Branickich, d'estil rococó, és la seu del govern municipal.Després de l'Acta de Varsòvia (Ustawa Warszawska) del 27 d'octubre de 2002, el president de Varsòvia s'encarrega de totes les tasques de govern de la ciutat. Entre d'altres, la prerrogativa del president és protegir el patrimoni de la ciutat, que constitueix la major part d'aquesta. El càrrec l'ocupa actualment Hanna Gronkiewicz-Waltz.

### Organització del govern
L'Acta de Varsòvia va abolir tots els antics comtats al voltant de Varsòvia per formar una sola ciutat amb un ajuntament unificat.
El poder legislatiu, l'exerceix un consell unicameral anomenat Rada Miasta, format per 60 persones. Els membres del consell són escollits de manera directa cada quatre anys. Com la majoria de les cambres legislatives, el Rada Miasta es divideix en comitès encarregats de diverses funcions de govern. Els projectes de llei s'aproven per majoria simple i s'envien a l'alcalde (el president de Varsòvia), que serà l'encarregat de promulgar-los. Si el president veta un projecte de llei, el Consell té 30 dies per superar aquest vet per una majoria del 66%.
Cada un dels 18 districtes té el seu propi consell (Rada dzielnicy). Les seves funcions són ajudar el president i el Rada Miasta, a més de supervisar diferents companyies municipals, patrimoni i escoles. El dirigent de cada consell de districte rep el títol d'alcalde (Burmistrz) i és elegit pels seus membres entre les candidatures proposades pel president de Varsòvia

## Arquitectura

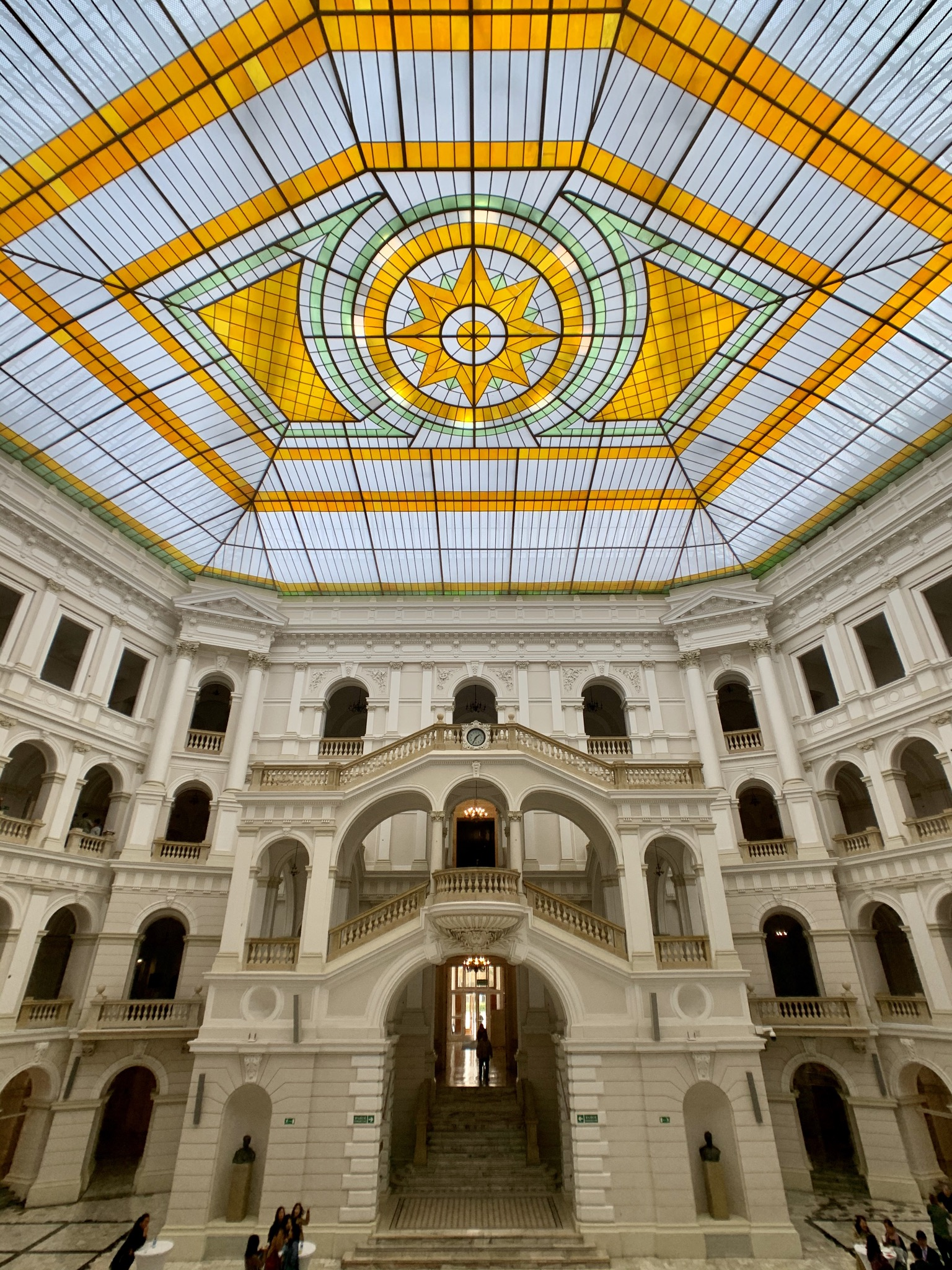
Pati cobert a la Universitat Tecnològica

Els palaus, esglésies i mansions de Varsòvia presenten una gran riquesa de color i de detalls arquitectònics. Els edificis són representatius de gairebé tots els estils i períodes de l'arquitectura europea. La ciutat té meravellosos exemples d'arquitectura gòtica, renaixentista, barroca i neoclàssica, tots els quals estan localitzats a poca distància del centre de la ciutat. L'arquitectura gòtica està representada en majestuoses esglésies, però també en fortificacions. Les construccions més significatives són la catedral de Sant Joan (del segle xiv), l'església de Santa Maria (1411), actual catedral; una casa a la ciutat de la família Burbach (segle xiv), la torre Gunpowder i el castell reial Cúria Maior (1407-1410). Els exemples més notables de l'estil renaixentista són la casa Barczyko (1562), un edifici anomenat "El Negre" (començament del segle xvii) i els convents Salwator (1632). Els exemples més interessants de l'arquitectura manierista són el castell Reial i l'església Jesuïta (1609-1626) al barri vell. Al seu torn, les primeres estructures d'estil barroc són l'església de Sant Jacint (1603-1629) i la columna Zygmunt (en honor del rei Segismon III, 1644).
La construcció es va centrar, sobretot, en nombrosos palaus de nobles i esglésies durant les últimes dècades del segle xvii. Un dels millors exemples d'aquest corrent són el palau Krasinski (1677 - 1683), el palau Wilanów (1677-1696) i l'església de Sant Casimir (1677 - 1692). Els exemples més impressionants de l'arquitectura rococó són el palau Czapski (1713 - 1718), el palau sota els Quatre Vents (1730) i l'església Visitació (façana 1728 - 1761). L'estil neoclàssic a Varsòvia pot ser descrit per la seva simplicitat i per les seves formes geomètriques combinades amb una gran inspiració en la cultura romana. Alguns dels millors exemples del neoclàssic són el palau Łazienki o el palau sobre l'Aigua (reconstruït 1775 - 1795), ambdós ubicats al parc Łazienki, Królikarnia (1782-1786), l'església Carmela (façana 1761 - 1783) i l'evangelista església de la Santíssima Trinitat (1777 - 1782). El creixement econòmic durant els primers anys de la Polònia del Congrés va portar un efímer apogeu de l'arquitectura. El revifament neoclàssic afectà tots els aspectes de l'arquitectura, els més notables són el Gran Teatre (1825-1833) i les construccions sobre la plaça de la Banca (1825 - 1828).
Exemples excepcionals de l'arquitectura burgesa dels últims períodes (com l'esmentat palau Kronenberg i l'edifici de la Companyia d'assegurances Rosja) no van ser restaurats per l'autoritat burgesa després de la guerra. Alguns, en canvi, van ser reconstruïts per un estil realista de tall socialista (com l'Orquestra Filharmònica de Varsòvia, edifici originàriament inspirat en l'Òpera Garnier de París). Malgrat això, la Universitat de Tecnologia de Varsòvia, construïda entre 1899 i 1902, és el més interessant de l'arquitectura de finals del segle xix. Les autoritats del govern municipal de Varsòvia reconstruïren el palau Sajón i el palau Brühl, les més distintives edificacions de la preguerra a Varsòvia.
Alguns notables exemples d'arquitectura contemporània són l'Estadi del 10 aniversari que solia ser el mercat a l'aire lliure més gran d'Europa i la plaça de la Constitució, amb la seva monumental arquitectura de realisme socialista. El més polèmic d'aquesta època és el palau de la Cultura i la Ciència (1952 - 1955), un enorme edifici d'arquitectura realista russa, que constitueix un llegat del comunisme rus al poble de Polònia, situació que incomoda molts ciutadans i el mateix ministre de relacions exteriors, que es va pronunciar a favor de la demolició d'aquest magne edifici. Va ser un regal directe de Stalin per al poble polonès el 1955 amb una alçada de 230,7 metres, és el segon gratacel més alt de Varsòvia (el 2012 serà el quart) i un dels més alts d'Europa. El seu estil imita la Universitat Russa i alberga el Centre de Cultura i art de la ciutat. En contraposició amb la polèmica, el 2007 va ser declarat Patrimoni Nacional i símbol de la ciutat.
Símbols d'arquitectura moderna a Varsòvia són l'Edifici Metropolità d'oficines a la plaça Piłsudski, construït per lord Foster, baró de Thames Bank; i la Biblioteca Universitària de Varsòvia (BUW), construïda per Marek Budzyński i Zbigniew Badowski, característica per un jardí en el seu sostre i una vista del riu Vístula. L'oficina Rondo 1, obra de Skidmore, Owings i Merrill; i les Terrasses Daurades, consistents en set domos superposats i un centre comercial, són també exemples d'aquest estil.

## Monuments

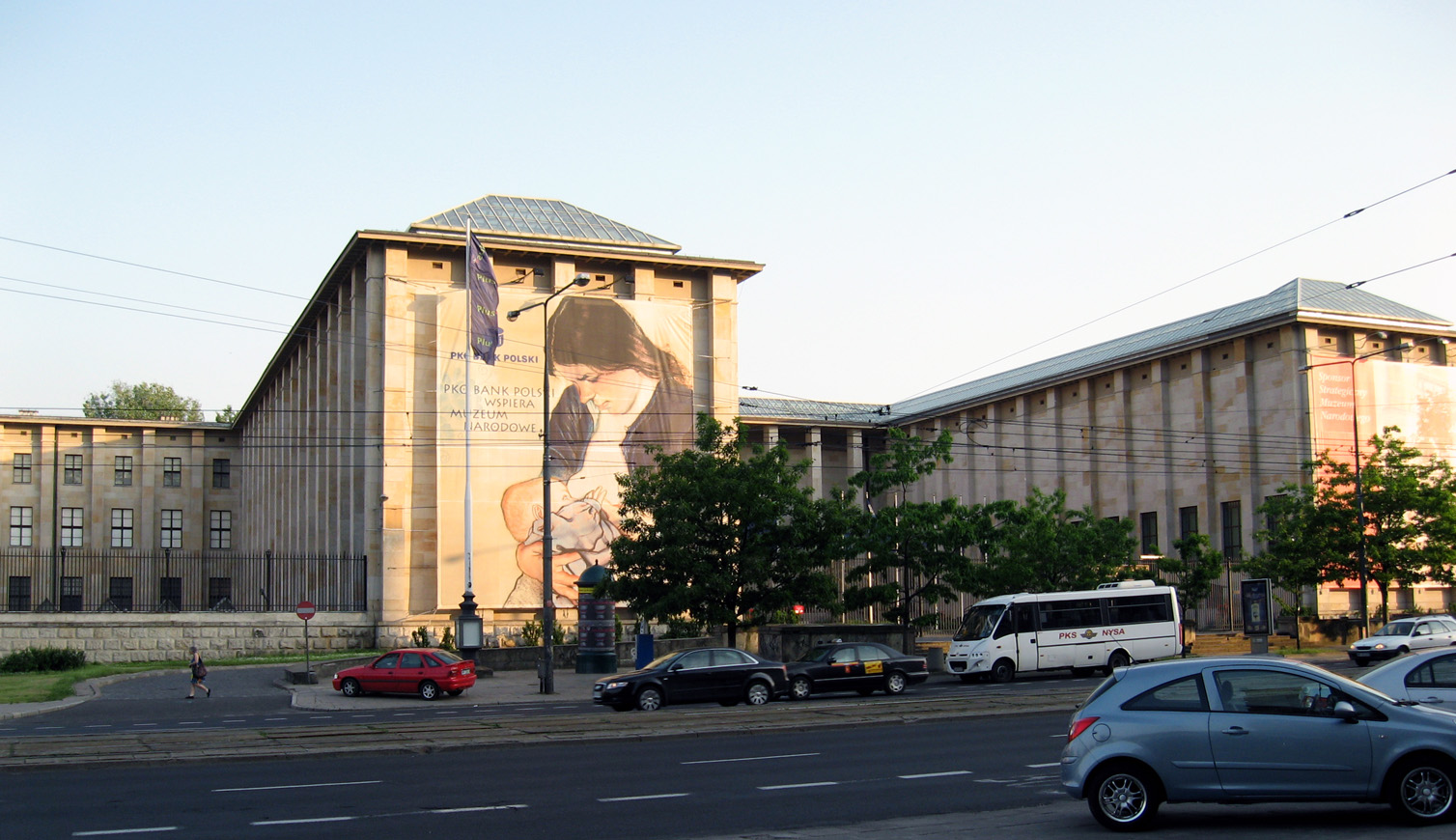
Museu Nacional

Entre els llocs remarcables per veure a Varsòvia:
- La plaça Major del barri Antic
- El castell Reial al barri Antic
- El carrer Krakowskie Przedmieście
- El Museu de l'Aixecament de 1944
- El palau de la Cultura
- El Gran Teatre Wielki
- El palau Wilanów
- El parc Łazienki
- Catedral de Sant Florià
- Columna de Segimon
- Tomba del Soldat desconegut
- Arc de Sant Martí

### Museus i galeries d'art
Varsòvia conté gran quantitat de museus i galeries d'art, els més destacat dels quals són el Museu Nacional, el Museu de l'Aviació Polonesa, la galeria d'art Zachęta, el Centre d'Art Contemporani de Varsòvia, el Museu de l'Exèrcit polonès. El major n'és el Museu Nacional de Varsòvia: té nombroses seus, ubicades en diferents parts de la ciutat, en particular en el castell Reial i el palau Wilanów. El Museu de l'Aixecament de Varsòvia es va inaugurar el 2004. També té el Museu Fryderyk Chopin, dedicat al gran compositor polonès i recentment renovat.

## Educació
Varsòvia acull algunes de les més importants institucions d'educació superior de Polònia. És la seu de les quatre grans universitats poloneses i de 62 escoles d'educació superior més petites. El nombre total d'estudiants en tots els graus d'educació a Varsòvia és de gairebé 500.000 (o el 29,2% de la població el 2002). El nombre d'estudiants universitaris és d'aproximadament 280.000. La majoria de les més reputades universitats són públiques, però en els últims anys hi ha hagut també un augment en el nombre d'universitats privades.
La Universitat de Varsòvia va ser fundada el 1816, quan les particions de Polònia van separar Varsòvia del més antic i més influent centre acadèmic de Polònia, Cracòvia. La Universitat Tecnològica de Varsòvia és la segona escola superior de tecnologia al país, i una de les majors d'Europa occidental, empra 2.000 professors. Altres institucions d'educació superior inclouen la Universitat de Medicina de Varsòvia, la major escola de medicina a Polònia i una de les més prestigioses, la Universitat de la Defensa Nacional, la major institució acadèmica militar de Polònia, l'acadèmia musical Fryderyk Chopin, la major i més antiga escola de música de Polònia, i una de les més grans d'Europa, l'escola de Ciències Econòmiques de Varsòvia, la més antiga i més renovada escola d'economia al país, i finalment la Universitat de Ciències de la Vida, la major universitat agrícola fundada l'any 1818.
Varsòvia té nombroses biblioteques, moltes de les quals tenen grans col·leccions de documents històrics. La biblioteca més important, en termes de col·leccions de documents històrics, és la Biblioteca Nacional de Varsòvia. Aquesta acull 8,2 milions de volums en la seva col·lecció, formada el 1928, es veu a si mateixa com una successora de la Biblioteca Załuski, la més gran de Polònia i una de les primeres i majors biblioteques del món.
Una altra biblioteca important és la Biblioteca universitària, fundada el 1816, és la llar de prop de 2 milions de llibres. L'edifici va ser dissenyat pels arquitectes Marek Budzyński i Zbigniew Badowski, obert el 15 de desembre de 1999. Està envoltat d'espais verds. El seu jardí va ser dissenyat per Irena Bajersjka i inaugurat el 12 de juny de 2002. És un dels majors i més bells jardins coberts a Europa i una àrea de més de 10.000 m², amb plantes cobrint 5.111 m² de la seva superfície. Com a jardí de la universitat, aquest està obert al públic cada dia.

## Cultura

### El teatre en el passat

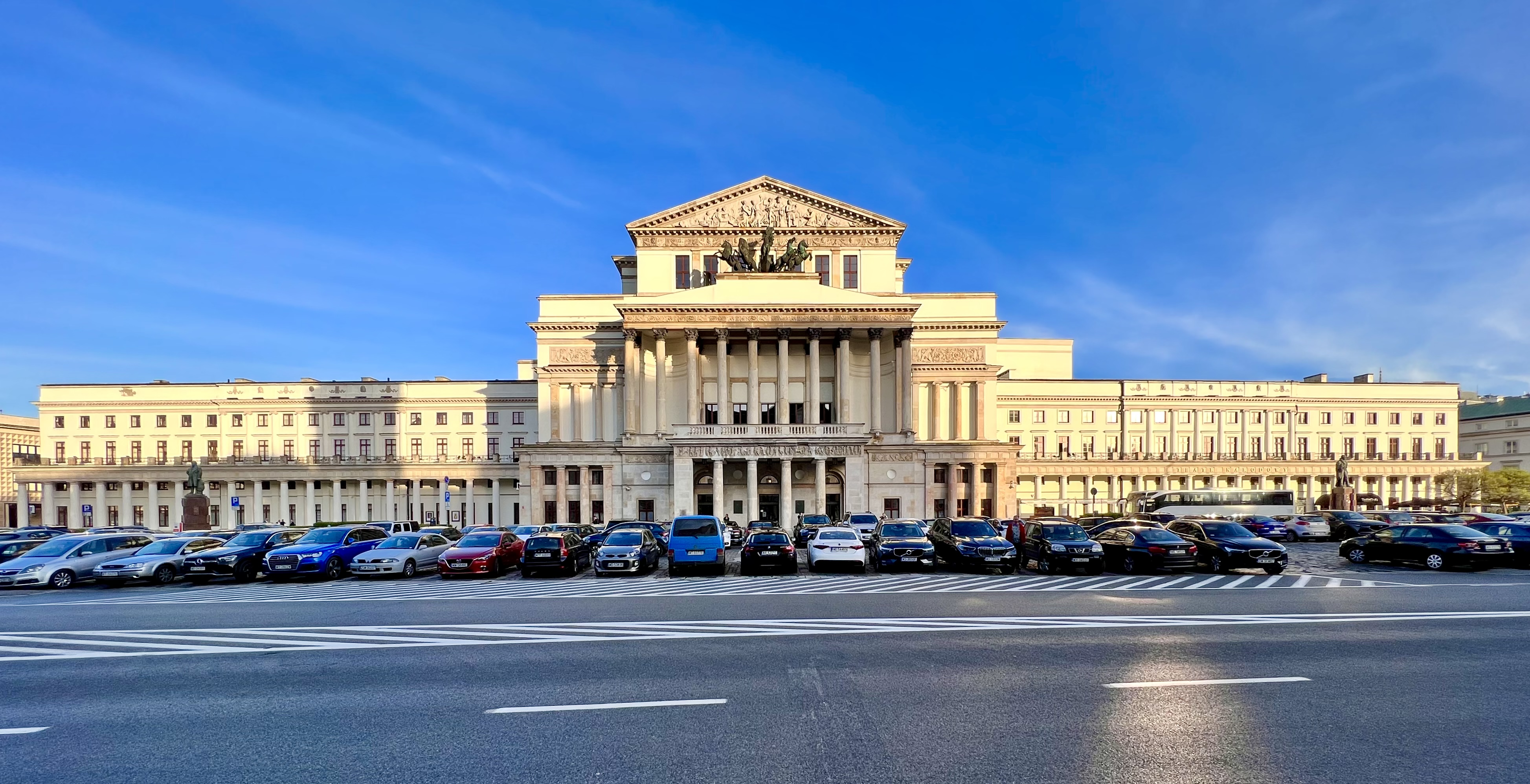
El Gran Teatre

El Gran Teatre, seu del Teatre Nacional Polonès i de l'Òpera. Des de 1833 fins a l'esclat de la Segona Guerra Mundial la Plac Teatralny (plaça del Teatre) va ser el focus cultural del país i la seu de diversos teatres. L'edifici principal va acollir el Gran Teatre de 1833 a 1834, el Teatre Rozmaitości de 1836 a 1924 i després el Teatre Nacional, el Teatre Reduta de 1919 a 1924, i de 1928 a 1939 el Teatri Nowy, el qual organitzava produccions de teatre poètic contemporani, incloent-hi aquelles dirigides per Leon Schiller.
Prop d'allà, a l'Ogród Saskia (jardí Saxó), el Teatre d'Estiu va estar operatiu des de 1870 fins a 1939, i durant el període d'entreguerres. El teatre comprenia també Momus, el més important dels cabarets literaris de Varsòvia, i el teatre musical melodrama de Leon Schiller. El Teatre Wojciech Bogusławskim (1922 - 1926) va ser el millor exemple de teatre monumental polonès. Des de mitjans dels anys 1930, l'edifici del Gran Teatre va acollir a l'Institut Estatal d'Art Dramàtic, la primera acadèmia d'art administrada per l'estat de Polònia, amb un Departament d'Actuació i un Departament de Direcció d'Etapes.
La Plac Teatralny i els seus voltants van ser la seu de nombrosos festivals, celebracions de festes estatals, balls de carnaval i concerts.

### Teatre
Varsòvia és la seu de 30 dels principals teatres de la ciutat, que s'expandeixen per tota la ciutat, inclosos el Teatre Nacional (fundat el 1765) i el Gran Teatre, establert en 1778.
Varsòvia atrau al seu torn nombrosos directors i productors joves i avantguardistes que se sumen a la cultura teatral de la ciutat. La seva producció pot ser vista sobretot als teatres més petits i cases de la Cultura (domy Kultury), sobretot fora del centre. Varsòvia acull les Reunions Internacionals Teatrals.

### Música

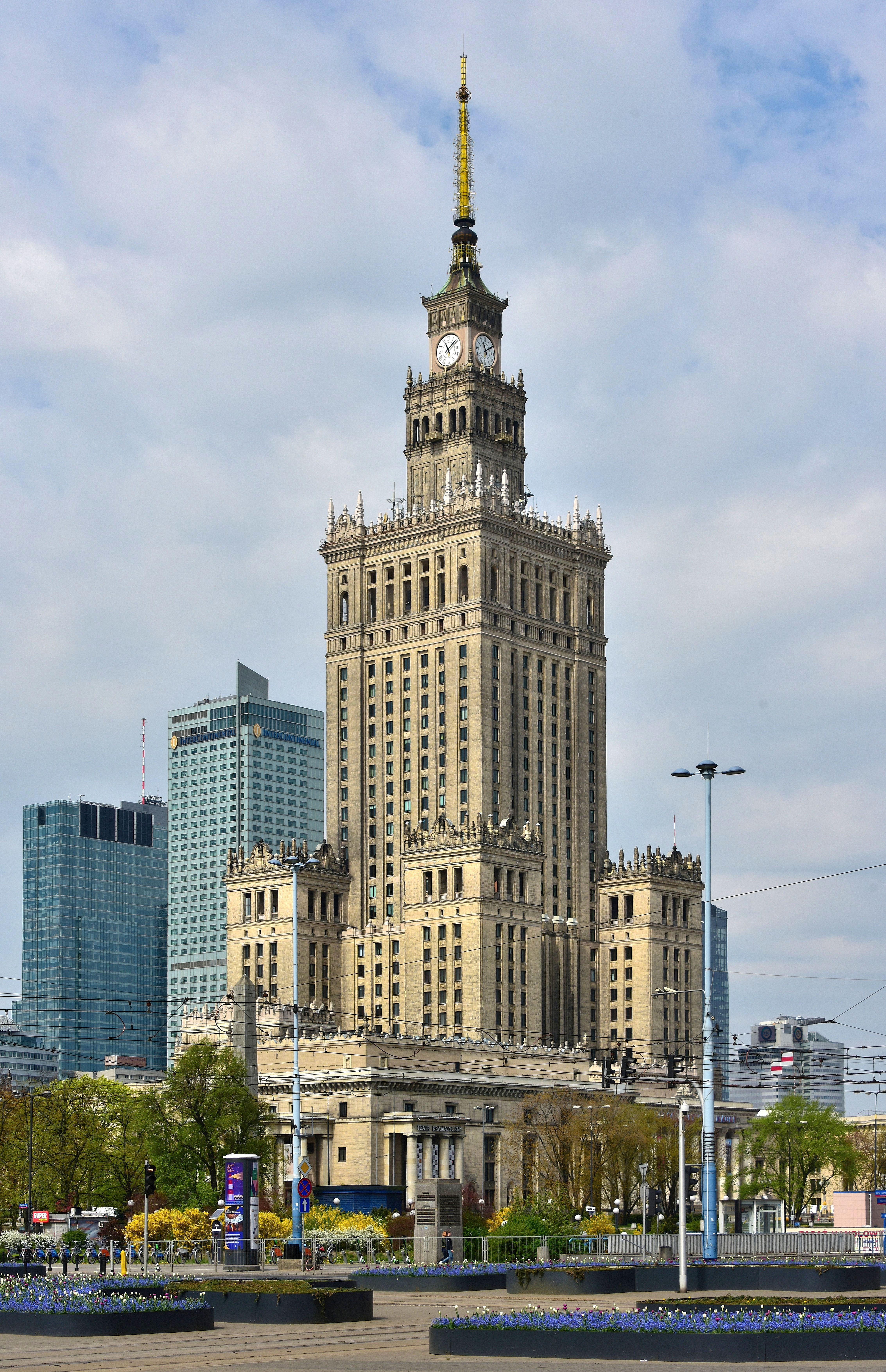
Palau de la Cultura i la Ciència

Gràcies als seus nombrosos llocs musicals, incloent-hi el Teatr Wielki o Gran Teatre, seu de l'Òpera Nacional Polonesa, la Cambra de l'òpera, el Saló Filharmònic nacional i el Teatre Nacional, i també els teatres musicals de Roma i Buffo i el Saló de Congressos al palau de la Cultura i la Ciència, Varsòvia és seu de nombrosos esdeveniments i festivals. Alguns dels que tenen més atenció particular són: la competició internacional de piano Frédéric Chopin, el Festival Internacional de Música Contemporània Tardor de Varsòvia, el Jazz Jamboree, les Jornades estivals de Jazz de Varsòvia, la competició internacional vocal Stanislaw Moniuszko, i el festival de música antiga.

### Museus i galeries d'art
Els esdeveniments de Varsòvia durant la guerra van deixar profunds forats en les col·leccions històriques de la ciutat. Malgrat que s'havia amuntegat una considerable quantitat de tresors a la ciutat sense imaginar el desastre del 1939 amb la invasió de Polònia, és veritat també que un gran nombre de col·leccions de palaus i museus a la perifèria del país van ser enviats a Varsòvia en l'època en què com a capital era considerada un espai més segur per a aquests en lloc d'alguns remots castells en els límits de Polònia. Així doncs, les pèrdues van ser molt importants.
No obstant això, Varsòvia té encara meravellosos museus. Com a interessants exemples d'exposicions, els més notables són: el primer Museu de Pòsters del món, que té una de les majors col·leccions d'art pòster del món, el Museu de Caça i equitació i el Museu Ferroviari. D'entre els seixanta museus de Varsòvia, un dels més prestigiosos és el Museu Nacional, amb una àmplia col·lecció d'obres l'origen de les quals varia en temps des de l'edat antiga fins a l'època actual, així com una de les millors col·leccions de pintures del país, i el Museu de l'Exèrcit Polonès, que retrata la història de les armes.
Les col·leccions del palau Łazienki i el palau Wilanów (ambdós edificis en bon estat, tot i la guerra) són excel·lents, així com les del castell Reial. El palau de Natolin, l'antiga residència rural del duc de Czartoryskiposee, té un parc interior accessible als turistes.
Amb la col·lecció d'art privada més gran de Polònia, el Museu de Col·leccions Carroll Porczyński disposa de treballs de diversos artistes com Peter Paul Rubens, Francisco Goya, John Constable, Pierre-Auguste Renoir, Vincent van Gogh i Salvador Dalí, entre d'altres.

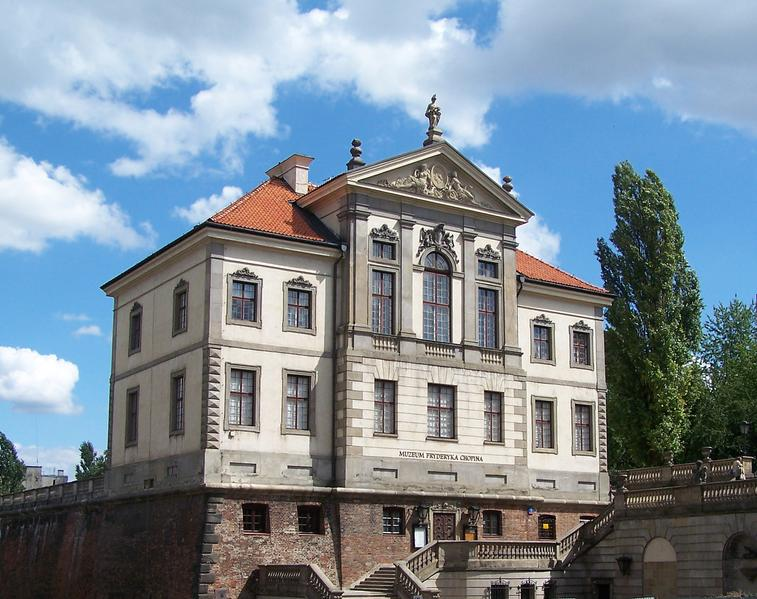
Palau Ostrogskich, seu del Museu Chopin a Varsòvia

Un bonic homenatge a la caiguda de Varsòvia i la història de Polònia pot ser trobat en el Museu de la Revolta de Varsòvia i al Museu de la massacre de Katyń, els quals preserven la memòria del crim. El Museu de la Independència acull una sentimental i patriòtica faramalla relacionada amb aquestes fatídiques èpoques, i també algunes valuoses col·leccions d'art. Datat de 1936, el Museu Històric de Varsòvia conté 60 habitacions que acullen una exhibició permanent de la història de Varsòvia des dels seus orígens fins a l'actualitat.
El Reial castell Ujazdów, del segle xvii és seu del Centre d'Art Contemporani, amb exhibicions tant permanents com temporals, amb espectacles i tallers creatius. La Galeria nacional d'art Zachęta és el lloc d'exhibicions més antic de Varsòvia, amb una tradició que data de mitjan segle xix. La galeria organitza mostres d'art modern per artistes tant polonesos com internacionals i promou l'art de moltes altres formes.
Des de l'any 1954 també disposa del Museu Fryderyk Chopin, dedicat al gran compositor polonès, recentment renovat per tal de celebrar el 2010 aniversari del naixement del compositor.

### Mitjans i films
Varsòvia és el centre mediàtic de Polònia. Telewizja Polska, la major emissora pública de Polònia té les seves casernes generals en la Samochodowa a Varsòvia. Hi ha al seu torn nombroses emissores de ràdio i TV, tant locals com nacionals, localitzades a Varsòvia, com la sucursal TVN de Polònia, Polsat, TV4 Polònia, TV Prem, Canal + Polònia, Cyfra + i MTV Polònia.
Des de maig de 1661, el primer diari polonès, el Merkuriusz Polski Ordynaryjny ('Mercuri ordinari de Polònia'), va ser imprès a Varsòvia. La ciutat és també la capital de la impressió de tota Polònia amb una àmplia varietat de revistes nacionals i estrangeres que expressen diferents opinions, els diaris nacionals són molt competitius. Rzeczpospolita, Gazeta Wyborcza, Dziennik Polska-Europa-Świat són els grans diaris de Polònia a nivell nacional, i tenen les seves oficines centrals a Varsòvia.
Varsòvia té també una creixent indústria de pel·lícules i televisió. La ciutat té nombroses companyies i estudis. Entre les companyies cinematogràfiques figuren TOR, Czołówka, Zebra i Kadr, la qual es troba darrere de diverses produccions internacionals de pel·lícules.
En un futur proper la nova Film City a Nowe Miasto, localitzada a 80 km de Varsòvia, es convertirà en el centre de la producció polonesa de films i la coproducció internacional. Serà també l'estudi d'alta tecnologia més gran d'Europa. Els primers projectes filmats aquí seran dos films sobre la Rebel·lió de Varsòvia.
Des de la Segona Guerra Mundial, Varsòvia ha estat el centre de producció de films més important de Polònia. La ciutat també ha aparegut en nombroses pel·lícules, tant poloneses com estrangeres, per exemple: Kanal i Korcza, per Andrzej Wajda, El Decàleg per Krzysztof Kieslowski, com també la guanyadora de l'Oscar el 2002 El pianista, obra de Roman Polanski.

## Esport

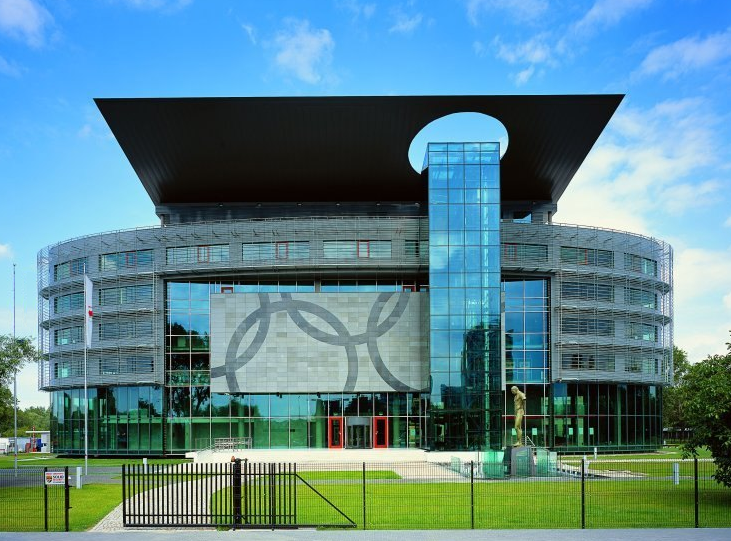
Centre Olímpic de Varsòvia

El 9 d'abril de 2008, la presidenta de Varsòvia Hanna Gronkiewicz-Waltz va obtenir de l'alcalde de Stuttgart, Wolfgang Schuster, una placa commemorativa en virtut que Polònia fos la capital europea de l'esport el 2008.
L'Estadi Nacional, un estadi de futbol, serà construït a Varsòvia en el lloc de l'antic i es derruirà l'estadi del 10 aniversari. L'estadi nacional està previst com a seu del partit d'obertura, la resta dels partits del grup 2, un partit de quarts de finals i un partit de semifinal del campionat d'Europa de futbol 2012 per la UEFA, que organitzaran en conjunt Polònia i Ucraïna.
Hi ha molts altres centres esportius a la ciutat. Molts dels més vistos són les piscines de natació i salons esportius, molts construïts per la municipalitat en els darrers anys.
El millor dels centres de natació de la ciutat està en el parc Warszawianka, 4 km al sud del centre sobre el carrer Merliniego, on hi ha un cinturó olímpic així com dispositius aquàtics i una àrea per a nens. L'equip del futbol amb més èxit és Legian Warszawa. El 1994 jugà en els quarts de final de la Champions League. Equip de l'exèrcit, amb fanàtics a tot el país, juga a l'Estadi de l'Exèrcit Polonès, just al sud-est del centre al carrer Łazienkowska. El seu gran rival és el Polònia de Varsòvia, campions de la Lliga el 2000; la seva seu és al carrer Konwiktorska, a 10 minuts a peu al nord del barri històric.
Altres activitats són el tennis, l'esquaix, els esports aquàtics, les activitats hípiques, el ciclisme, l'escalada o bé el fitness, practicable en molts clubs. A prop del centre de la ciutat hi ha camps de golfs, piscines de natació, aquaparcs, rius artificials i dispositius i piscines infantils.

## Infraestructures
Encara que molts carrers i avingudes van ser ampliades en els anys 1950 i es van construir noves vies de circulació, la ciutat presenta nombrosos problemes de trànsit. El transport públic s'estén per tota la ciutat, i és conformat principalment per autobusos, tramvies i un sistema de metro.

### Carreteres i autopistes
La ciutat no té un efectiu anell perifèric, per la qual cosa la major part del trànsit que es dirigeix d'un districte a un altre sol travessar el centre de la ciutat. Els varsovians amb vehicles han d'afrontar congestió viària, manca de llocs d'estacionament i treballs de manteniment municipal diàriament. En l'actualitat, s'ha planificat la construcció de vies que no creuen el centre de Varsòvia, i s'estima que per al 2014 estigui llest un sistema de tres anells que envoltin la ciutat. Les autoritats municipals també han estudiat la possibilitat de restringir el trànsit de vehicles privats a certes parts de la ciutat.
L'alta afluència de vehicles no és l'única causa del trànsit. S'estima que entre el 15 i 20% del moviment de vehicles es deu a la recerca d'un lloc per estacionar.
Un dels sistemes en construcció rep el nom d'Obwodnica Etapowa Warszawy, i tindrà una longitud de 10 km, iniciat en el centre de la ciutat, i creuant dos ponts nous. El 2005, la ciutat tenia 800 mil vehicles, donant una relació d'un cotxe per cada 2,5 habitants. Un altre sistema nou serà part de l'autopista A-2, que al seu torn serà part de la E30 europea, i de la carretera S-7. Aquesta via travessarà el sud de la ciutat mitjançant un túnel situat al districte varsovià Ursynów, ubicat al sud. S'espera que la construcció estigui finalitzada abans del 2012.
L'autopista E30 connecta Berlín amb Varsòvia, un trajecte de 5 hores, i amb Brest a Belarús. La E77 comunica amb Gdańsk al nord, i Cracòvia al sud. La E67 dirigeix a Breslàvia, al sud-oest.
Les condicions dels 2.600 km de carrers de Varsòvia no són òptimes. El 2004, la mitjana de vida dels amortidors europeus era de 30.000 a 40.000 km, mentre que a Varsòvia es reduïa a 15.000 i 20.000 km. La ZDM és l'oficina responsable dels carrers de Varsòvia, i està obligada a pagar indemnitzacions si es demostra que la suspensió d'un cotxe ha patit danys a causa del mal estat de les vies.

### Aeroport de Varsòvia Frederic Chopin

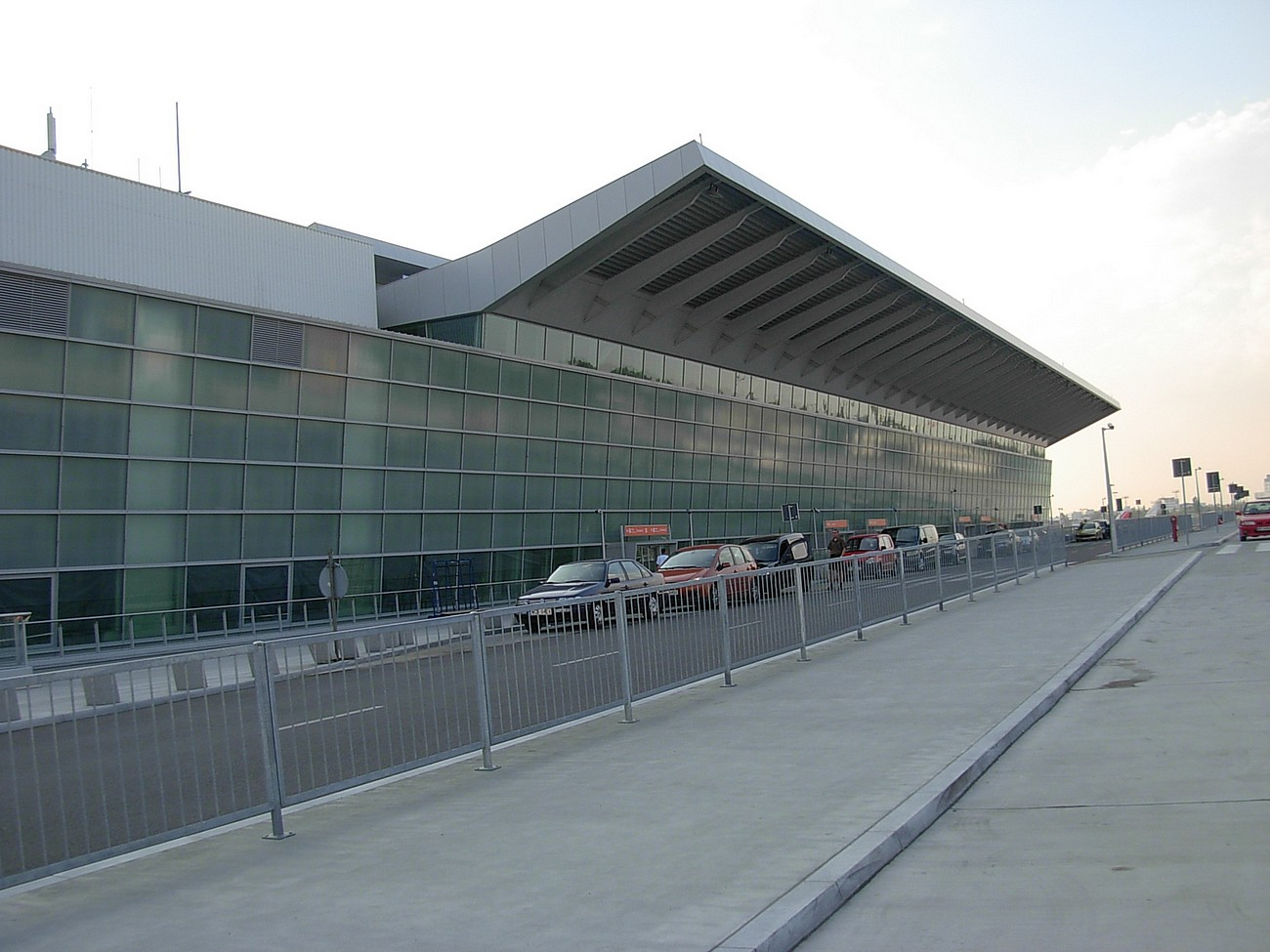
Terminal 2

Varsòvia té un aeroport internacional, l'aeroport de Varsòvia Frederic Chopin (normalment anomenat aeroport Okęcie), situat a només 10 quilòmetres del centre de la ciutat. Amb uns 100 vols internacionals i domèstics al dia i amb més de 9.268.551 de passatgers el 2007 és, de molt, el principal aeroport de Polònia. Immediatament adjacent a la terminal principal, el complex de la terminal 1, hi ha la terminal Etiuda, que ofereix rutes de vol de baix cost. Una nova terminal 2 es va obrir al públic el març de 2008, a fi d'alleujar l'amuntegament habitual i per ampliar la capacitat de l'aeroport a altres 6 milions de passatgers més. La terminal 2 serveix vols nacionals i internacionals operats únicament per companyies aèries de Star Alliance.
Hi ha plans per a convertir l'abandonat aeroport militar de Modlin (35 quilòmetres al nord del centre de la ciutat) en el segon aeroport de Varsòvia, operant sobretot amb companyies aèries de baix cost. S'estima que no estarà llest per abans de 2010.
També hi ha plans a llarg termini per a construir un nou aeroport internacional. La seva ubicació encara no s'ha decidit.

### Transport públic
El transport públic inclou el sistema d'autobusos, de tramvies, de metro i de tren lleuger per rutes interurbanes i un altre per rutes extraurbanes. Tots aquests sistemes són controlats per l'Autoritat Municipal de Transport, excepte el tren extraurbà, o regional, que és operat per Szybka Kolej Miejska Spzoo i Koleje Mazowiecki (Ferrocarrils Mazovians).
Autobús en una parada de Krakowskie Przedmieście: hi ha tres rutes turístiques: "T", un antic tramvia que funciona entre els mesos de juliol i agost; l'autobús "100" que circula els caps de setmana (és l'únic autobús de dos pisos propietat de la ciutat) i el "180", un servei regular d'autobusos que segueix la "Ruta Reial" de la guerra des del cementiri del Nord, prop del nucli antic de la ciutat, passant per les vies més importants de la ciutat, com Krakowskie Przedmiescie, Nowy Świat i Allunyeu Ujazdowski, i finalitza al palau de Wilanow.
Durant els anys 1990, la popularitat del transport públic va caure dràsticament, fins a ser utilitzat només pel 64% dels varsovians l'any 1998. En els anys 1970, el transport públic havia arribat al seu pic d'utilització amb un 90% d'ús. Per contrarestar aquesta tendència, les autoritats van començar a renovar la flota de tramvies i autobusos, la majoria amb 30 anys de servei. A més, es va iniciar la construcció de la segona línia del metro. El 2009, el 67% dels varsovians fa servir aquest tipus de transport per mobilitzar-se per la ciutat.
Les autoritats han començat a construir carrils per als ciclistes, però els varsovians s'han mostrat reticents a utilitzar-los, i a l'hivern és habitual veure aquests carrils buits.

### Bus
El servei d'autobusos cobreix tota la ciutat, amb aproximadament 170 rutes d'un total de 2.603 quilòmetres de longitud i amb uns 1.600 vehicles. Entre la mitjanit i les 5 del matí, la ciutat i els seus suburbis són atesos per línies nocturnes. El mateix bitllet, amb la inscripció "ZTM Varsòvia", és vàlid per a tots els mitjans de transport municipals, incloent-hi les línies de metro de la ciutat i els voltants. Els bitllets es poden adquirir als quioscos, però es poden comprar als conductors de tramvies i autobusos sempre que hom pagui amb l'import exacte.

### Tramvia de Varsòvia

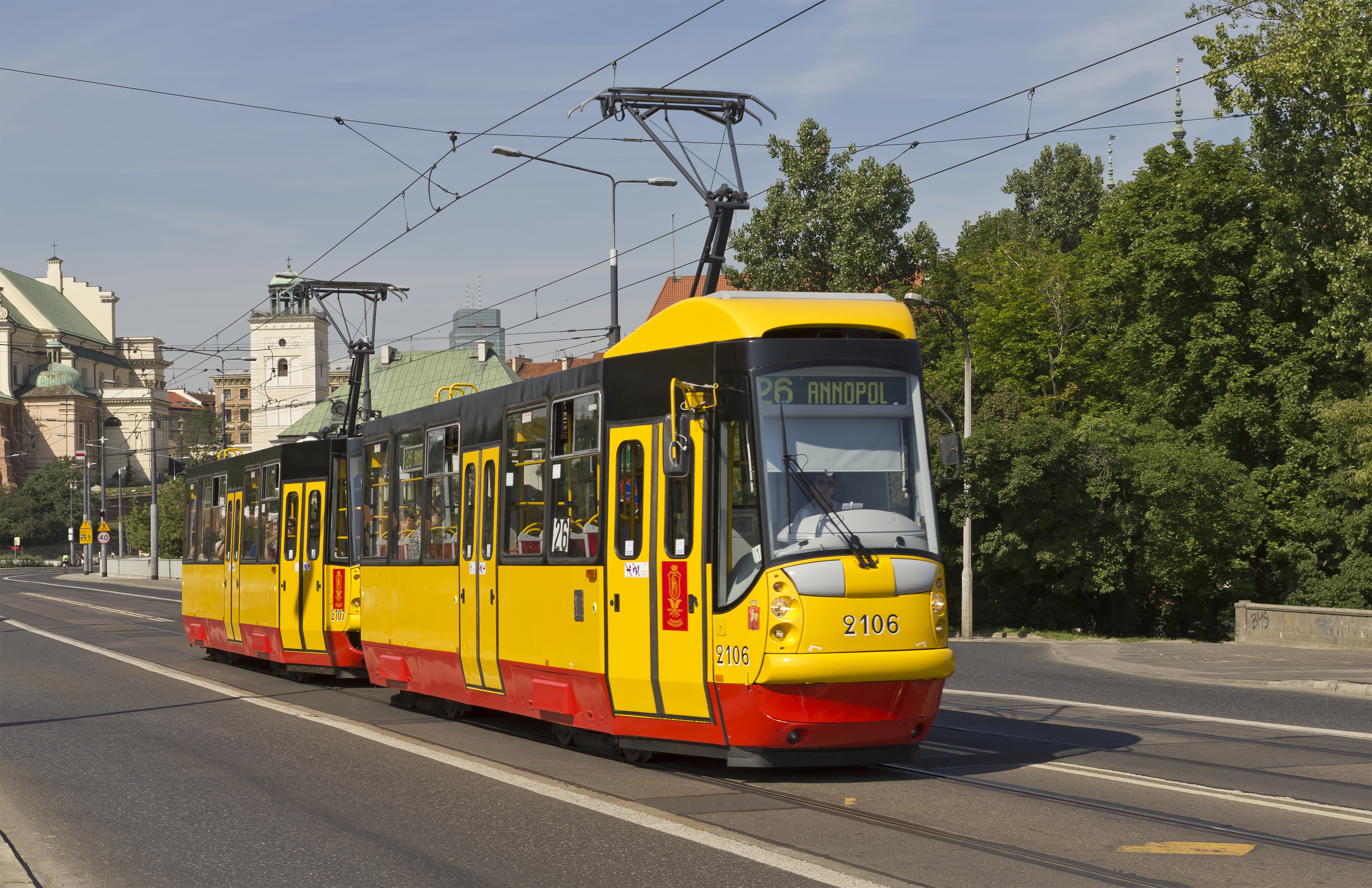
Tramvia

La primera línia de tramvia es va inaugurar a Varsòvia l'11 de desembre de 1866. L'últim tramvia propulsat mitjançant cavalls va completar el seu recorregut el 26 de març de 1908. En el període d'entreguerres (la Primera i Segona Guerra Mundial), la xarxa de tramvies es va ampliar considerablement. Després de la invasió alemanya a setembre de 1939 el servei es va aturar durant aproximadament tres mesos a causa de danys causats pel conflicte. Va tornar a prestar servei el 1940. Un any més tard, el 1941, es van introduir els actuals colors dels cotxes (groc i vermell, els colors de la bandera de Varsòvia. Anteriorment, els tramvies van ser pintats de color blanc i vermell, o totalment vermell).
Durant la rebel·lió de Varsòvia, el sistema de tramvia va ser destruït. La primera línia de tramvia es va reobrir el 20 de juny de 1945. Després de la Segona Guerra Mundial, la xarxa de tramvies a Varsòvia va patir un ràpid desenvolupament. Les pistes van arribar a tots els punts principals de la ciutat. Tanmateix, en els anys 1960, la política oficial de les autoritats soviètiques a Polònia i la promoció de l'ús de petroli soviètic, van provocar que es compressin més autobusos i la xarxa de tramvies es va veure notablement reduïda.
Actualment, l'empresa Tramwaje Warszawski disposa de 863 cotxes en els més de 240 quilòmetres de pista circular. Al voltant de vint línies discorren a través de la ciutat amb línies addicionals disponibles en ocasions especials (com el dia de Tots Sants).

### Metro

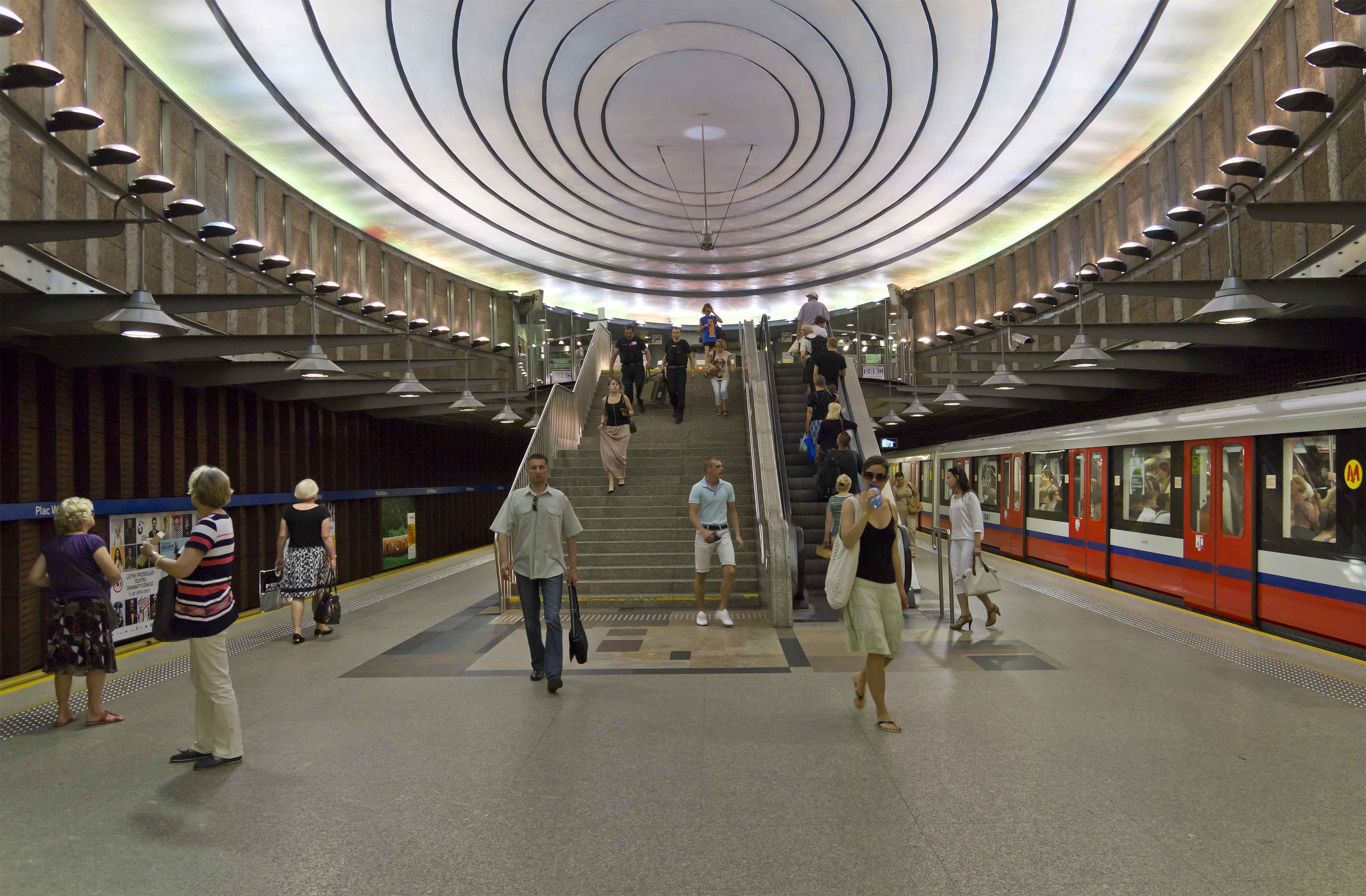
Metro de Varsòvia

El metro de Varsòvia. A la imatge l'estació Plaça Wilson. Els plans per a la construcció del Metro de Varsòvia (Metro Warszawski, en polonès) es remunten a 1925. La Gran Depressió va ser la causa que es va posposar indefinidament. Els estudis sobre el projecte de metro es van reactivar el 1938, però, aquesta vegada, la Segona Guerra Mundial va ser la culpable d'un nou ajornament.A partir de 1955 va començar novament a considerar la possibilitat d'una xarxa de metro superficial. Tanmateix, la fase de planificació es va portar a un ritme molt lent i la situació econòmica va impedir que els successius governs comunistes poguessin dur a terme els plans d'execució del metro. Ja el 1985, el programa va ser aprovat pel govern i es van construir els túnels. La manca de fons, la mala planificació, i la tediosa burocràcia feia que el treball avancés molt lentament, a una velocitat no superior als 2 metres al dia. Després de 70 anys, el metro es va inaugurar el 1995 amb un total d'11 estacions. La línia compta actualment amb 15 estacions al llarg dels seus 15,5 quilòmetres aproximats de vies.Inicialment, tots els trens van ser de construcció russa. El 1998, 108 nous vagons van ser encarregats a la corporació francesa Alstom.

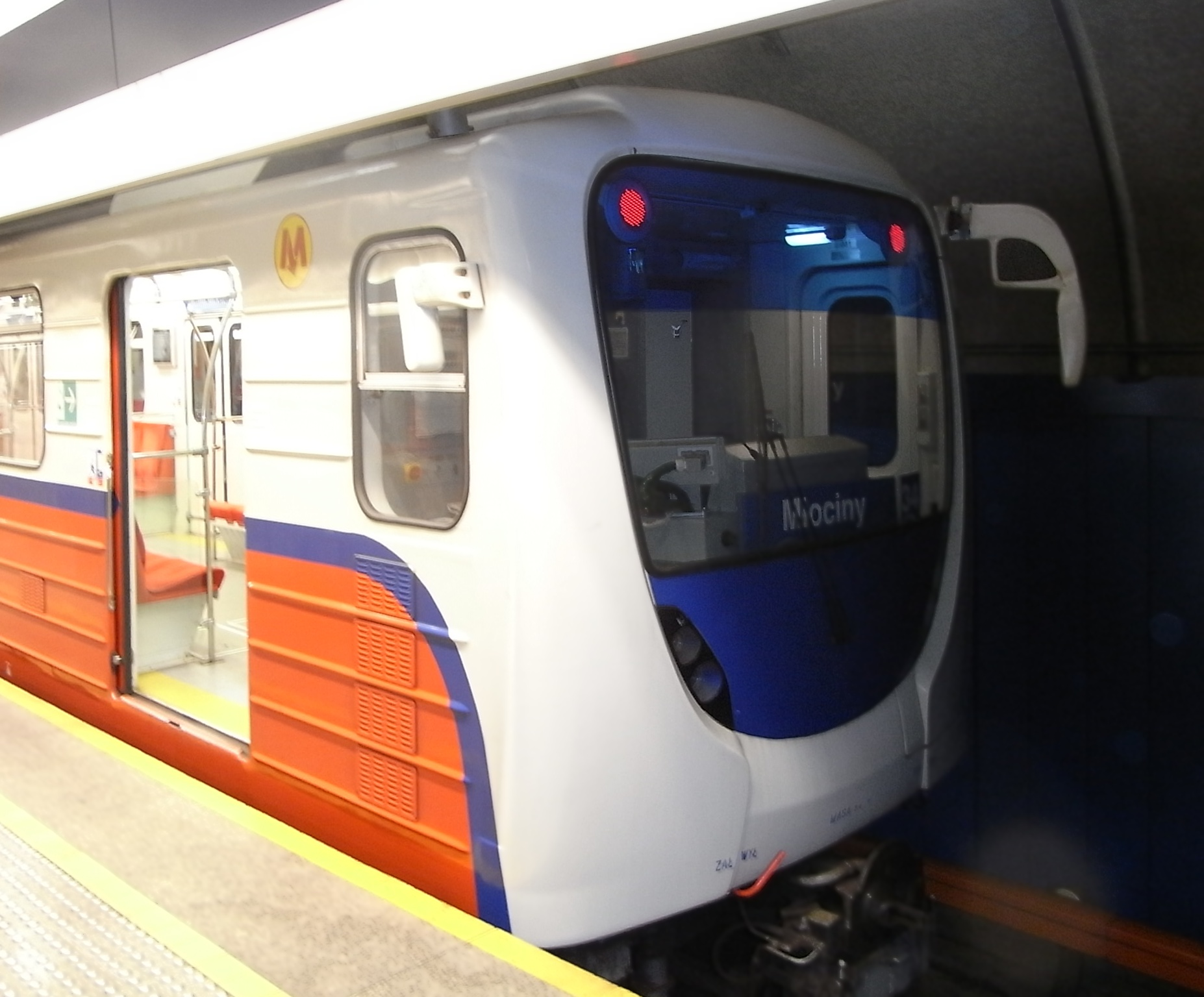
Metro

El metro de Varsòvia compta amb una sola línia, encara que una segona està en construcció. La primera connecta el centre de la ciutat (Plaça Wilson) amb Ursynów, un districte situat al sud. Aquest sistema subterrani rep el 14% dels usuaris de transport públic de la ciutat. Per disminuir l'ús del vehicle, s'han establert estacions amb estacionaments de vehicles, les quals han estat un èxit. La segona línia travessarà Varsòvia d'oest a est, després de creuar el Vístula girarà cap al nord.

### Ferrocarril
El 1845 es va inaugurar la línia Varsòvia-Viena, el primer ferrocarril de Varsòvia. Avui en dia la ciutat és un dels principals nusos ferroviaris de Polònia.
La principal estació de tren és Warszawa Centralna i atén tant a trànsit nacional, amb totes les ciutats importants de Polònia, com a connexions internacionals, principalment a Alemanya, República Txeca i els països de l'antiga Unió Soviètica. També hi ha altres cinc estacions de ferrocarril i un nombre menor d'estacions de trens de rodalia.
La principal línia de ferrocarril que creua la ciutat ho fa mitjançant un túnel (el średnicowy, construït el 1933) d'aproximadament 2,3 quilòmetres de llarg que passa pel centre de la ciutat. És part d'una línia est-oest, connectant les estacions Warszawa Zachodnio, Warszawa Centralna i Warszawa Wschodnia per mitjà del túnel i el pont ferroviari sobre el riu Vístula.

## Sistema de Salut
El primer hospital a Varsòvia va ser establert en 1353 pel duc Siemowit III i la seva esposa Eufemia i anomenat després l'Esperit Sant intra murs. En 1571 el famós Wojciech Oczko, un autor d'extensos tractats de balneologia i sifidologia va esdevenir doctor de l'hospital. La seva seu es localitzava primerament en els carrers Piwna, Przyrynek i Konwiktorska, però va ser barbaritats destruïda durant el Lloc de Varsòvia de 1939.
La Universitat de Mèdica de Varsòvia, la major escola de medicina de Polònia, té 16 hospitals afiliats incloent l'hospital clínic més gran de Polònia, l'Hospital Educatiu Central Públic sobre el carrer Banach, on els estudiants són entrenats en gairebé tots els camps de la medicina.
Varsòvia acull l'Institut de Salut Memorial de Nens, l'hospital de més alta referència de Polònia, com també un actiu centre d'educació i recerca. Aquest va ser fundat per Poles residents a Polònia i inaugurat l'any 1968. En un enorme complex de construccions de disseny nou, amb l'equipament més actualitzat, posseeix un grup d'autoritats en pediatria i els seus col·laboradors. Actualment, l'hospital cobreix una àrea de 20 ha. i empra gairebé 2.000 persones convertint-se en el centre pediàtric més gran de Polònia. Els seus fons provenen de l'Estat, d'assegurances de salut i d'altres recursos.
L'Institut d'Oncologia Maria Sklodowska-Curie és unes de les institucions oncològiques més grans i modernes d'Europa. La seva secció clínica està localitzada en un edifici de 10 pisos amb 700 llits, 10 sales d'operacions, una unitat de teràpia intensiva, diversos departaments de diagnòstics i una clínica per a pacients ambulatoris. Cada pis forma un departament separat amb el seu propi pavelló de cirurgia, radioteràpia i quimioteràpia. Cada departament proveeix la gamma completa de tractament combinat en una branca particular.
Malgrat que els sistemes de salut a Polònia són gratuïts per a les persones cobertes amb assegurança de salut, de vegades aquests són lents. Per a aquells que volen evitar les cues dels hospitals públics, hi ha molts centres mèdics privats i hospitals a Varsòvia.

## Persones il·lustres

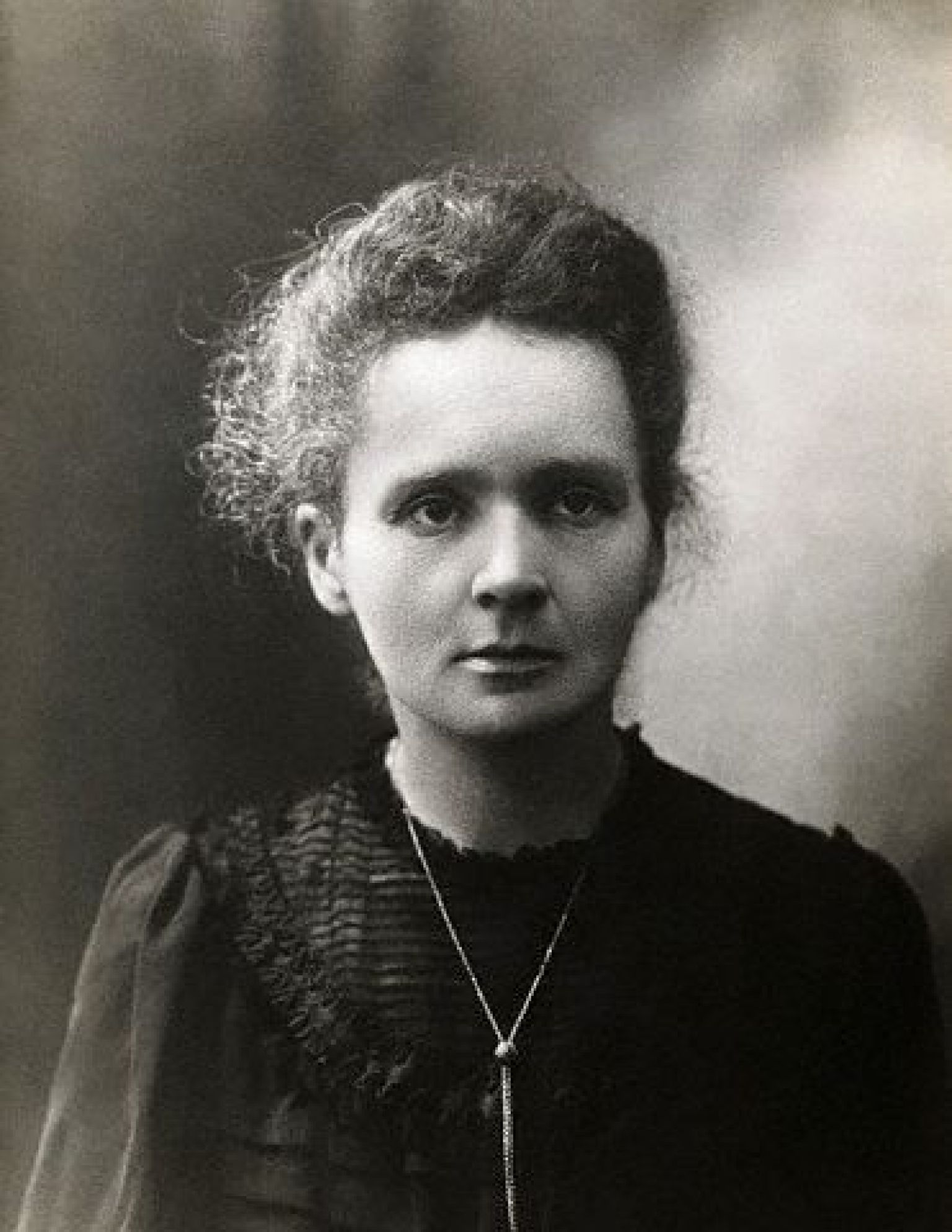
Marie Curie

Marie Curie nascuda a Varsòvia. Maria Sklodowska, més coneguda com a Marie Curie és una de les persones més famoses que ha nascut a Varsòvia; va assolir el reconeixement internacional amb els seus dos premis Nobel, pels seus descobriments en el camp de la radioactivitat. Frédéric Chopin ha estat un altre dels genis nascuts a Varsòvia. Ell va néixer a Żelazowa Wola, a uns 60 km de Varsòvia, però es va traslladar a la capital amb la seva família a l'edat de set anys.
Una altra artista nascuda a aquesta ciutat va ser Tamara de Lempicka. Va néixer com a María Gorska en una família benestant i el 1916 es va casar amb l'advocat polonès Tadeusz Łempicki. Ella representà millor que ningú l'estil Art Déco en pintura. Varsòvia era l'estimada ciutat d'Isaac Bashevis Singer, el qual la descriu en moltes de les seves novel·les.
- Karol Piltz, escaquista.
- Edward Wolff (1816-1880), pianista i compositor.
- Witold Malcuzinsky (1914-1977), pianista.
- Stanislas Niedzielski (1915-1975), pianista i compositor.
- Wojciech Fangor (1922-2015), pintor, escultor, grafista dissenyador i escultor, representant del moviment Op-Art.
- Robert Lewandowski (21 d'agost de 1988 -)
- Yulian Sokhotski (1842-1927), matemàtic
- Samuel Dickstein (1851-1939), matemàtic
- Stefan Mazurkiewicz (1888-1945), matemàtic
- Arnold Walfisz (1892-1962), matemàtic
- Bronisław Knaster (1893-1980), matemàtic
- Myron Mathisson (1897-1940), físic teòric i matemàtic